# 呈麟
呈麟（1788年—？）字玉书，号紱堂，满洲正蓝旗人，汪佳氏，清朝政治人物、进士出身。

## 生平
嘉庆十九年，登二甲进士。后任翰林院庶吉士，道光二年至七年任兵部郎中，七年至八年管理殺虎口稅務，四川永宁道，十九年至二十二年任奉天府府尹。
曾祖國柱；祖海明 (汪佳氏)，父鹤綸。